# Kilndown
Kilndown est un hameau situé à 5 miles (8 km) à l'ouest de la ville de Cranbrook dans le district de Tunbridge Wells et dans le Kent.

## Histoire
Kilndown est fondée dans les années 1840 par le vicomte de Beresford.